# 카시어파
카시어파(Khasic)는 실롱 고원에서 쓰이는 오스트로아시아어족의 언어군으로, 인도 북동부의 메갈라야주와 방글라데시 내의 인접 지역에 사는 카시족이 사용한다. 폴 시드웰 (2011)은 카시어파가 팔라웅어파와 가까운 관계라고 추정하였다.

## 분류
- 와르어(War)
- Pnar-Khasi-Lyngngam
  - 링감어(Lyngngam)
  - 프나르어(Pnar)
  - 카시어(Khasi)
  - 마하람어(Maharam)